# 幻獣の星座
『幻獣の星座』（げんじゅうのせいざ）は、秋乃茉莉による日本のファンタジー漫画、またホラー漫画作品。この項目ではスピンオフ及び続編も取り扱う。

## 概要
秋田書店『ミステリーボニータ』で連載開始、後に同社『サスペリアミステリー』に掲載誌を移して連載されていた。2000年10月12日から2007年8月28日までに単行本全14巻が発売されている。番外編「幻獣戦隊」も収録。
2014年8月、エピソード0とも言えるスピンオフ『幻獣の星座 龍王伝』を書き下ろしイースト・プレス より発売。また現在は秋田書店プリンセスGOLDで連載しており、『幻獣の星座〜ダラシャール編〜』『幻獣の星座〜星獣編〜』と続いている。

## 登場人物
神志那風斗（かみしな ふうと）
一条博士（いちじょうはくし）
真由（まゆ）
金翅鳥（ガルータ）
玄狼将軍（げんろう　しょうぐん）
金糸猴（ハヌマーン）
蒼麒（そうき）
白羊公
龍王（ナーガ）
羅巳婀（ラミアー）
アティーシャ
アミターバ

## 書誌一覧
単行本
- 『幻獣の星座』（秋田書店 - ホラーコミックススペシャル、全14巻）
  1. 2000年11月10日発行 ISBN 4-253-12953-6
  2. 2001年4月15日発行 ISBN 4-253-12954-4
  3. 2001年9月1日発行 ISBN 4-253-12955-2
  4. 2002年1月20日発行 ISBN 4-253-12956-0
  5. 2002年6月30日発行 ISBN 4-253-12957-9
  6. 2002年12月30日発行 ISBN 4-253-12958-7
  7. 2003年6月30日発行 ISBN 4-253-12959-5
  8. 2003年11月30日発行 ISBN 4-253-12960-9
  9. 2004年3月25日発行 ISBN 4-253-12961-7
  10. 2004年7月25日発行 ISBN 4-253-12962-5
  11. 2004年12月25日発行 ISBN 4-253-12963-3
  12. 2005年5月30日発行 ISBN 4-253-12964-1
  13. 2005年11月30日発行 ISBN 4-253-12975-7
  14. 2007年9月30日発行 ISBN 978-4-25-312976-3
- 『新装版 幻獣の星座』（秋田書店 - プリンセスコミックスα、全9巻）
  1. 2014年7月16日発売 ISBN 978-4-253-27241-4
  2. 2014年7月16日発売 ISBN 978-4-253-27242-1
  3. 2014年8月16日発売 ISBN 978-4-253-27243-8
  4. 2014年8月16日発売 ISBN 978-4-253-27244-5
  5. 2014年9月16日発売 ISBN 978-4-253-27245-2
  6. 2014年9月16日発売 ISBN 978-4-253-27246-9
  7. 2014年10月16日発売 ISBN 978-4-253-27247-6
  8. 2014年10月16日発売 ISBN 978-4-253-27248-3
  9. 2014年11月16日発売 ISBN 978-4-253-27249-0
- 『幻獣の星座 龍王伝』（イースト・プレス 、全1巻）
  1. 2014年8月18日発売  ISBN 978-4-7816-1227-0
- 『幻獣の星座〜ダラシャール編〜』（秋田書店 - プリンセスコミックス、全3巻）
  1. 2014年12月16日発売 ISBN 978-4-253-27251-3
  2. 2015年4月16日発売 ISBN 978-4-253-27252-0
  3. 2015年9月16日発売 ISBN 978-4-253-27253-7
- 『幻獣の星座〜星獣編〜』（秋田書店 - プリンセスコミックス、全6巻）
  1. 2016年4月16日発売 ISBN 978-4-253-27254-4
  2. 2016年10月14日発売 ISBN 978-4-253-27255-1
  3. 2017年6月16日発売 ISBN 978-4-253-27256-8
  4. 2018年2月16日発売 ISBN 978-4-253-27257-5
  5. 2018年11月16日発売 ISBN 978-4-253-27258-2
  6. 2019年7月16日発売 ISBN 978-4-253-27259-9